# IPhone 5s
Az iPhone 5S vagy iPhone 5s az Apple Inc. okostelefonja, amely 2013. szeptember 20-án jelent meg. Az Apple 2013. szeptember 10-én tartott bemutatóján ismertette a készüléket középkategóriás társával, az iPhone 5C-vel együtt.
Az iPhone 5S elődjének, az iPhone 5-nek az átdolgozott verziója. A külső dizájnja nagyon hasonló az előzőhöz, kivéve az újonnan bemutatott home gombot, amely egyben egy fémgyűrűvel keretezett zafírüveg bevonatú ujjlenyomat olvasó (Touch ID). Az ujjlenyomat olvasó funkció használható a telefon feloldására, és az App Store-ban, iTunes Store-ban való vásárlásra. A készülék fejlettebb kamerát, és az iOS legújabb verzióját, az iOS 7 operációs rendszert kapta.
A készülék fogadtatásra általánosságban pozitív volt. Egyesek szerint a készülék az elérhető legjobb okostelefon a fejlesztett hardver, a Touch ID funkciónak és az iOS 7 lehetőségeinek köszönhetően. Azonban mások szerint túl hasonló elődjeihez, illetve kritika érte az ujjlenyomat-olvasó rendszer esetleges biztonsági problémái miatt.
A készülék az 5C-vel együtt 9 millió példányban kelt el megjelenésének első hétvégéjén, megdöntve ezzel az Apple minden eddigi rekordját. 2013 szeptemberében az 5S volt a legnagyobb számban eladott telefonkészülék minden főbb amerikai szolgáltatónál.

## Története
A hivatalos bemutató előtt már a sajtóban spekulációk láttak napvilágot arról, hogy a következő iPhone-ban ujjlenyomat-olvasó is lesz, arról, hogy 2012 júliusában az Apple megszerezte az AuthenTecet, egy mobilbiztonsági termékeket fejlesztő céget, arról, hogy az iOS 7 béta verziójában ujjlenyomat érzékelő lesz a home gombon, valamint hogy a hagyományos home gomb körül ezúttal egy fém gyűrű lesz. Hasonló kör alakú kép volt az Apple hivatalos sajtótájékoztató-meghívóján 2013 szeptemberében, ahol az új készüléket nyilvánosságra hozták. Nem sokkal a hivatalos bemutató előtt a The Wall Street Journal szintén közölte ezeket a híreket.
Az Apple cupertinói székhelyén jelentette az iPhone 5C és iPhone 5S telefont egy sajtórendezvényen 2013. szeptember 10-én. Míg az 5C készülék szeptember 13-tól előrendelhető volt, az 5S-re ez a lehetőség nem volt elérhető, bár mindkét telefon ugyanattól a naptól, szeptember 20-tól volt kapható. A reklámok leginkább a Touch ID funkcióra fókuszáltak, de a 64 bites új operációs rendszer is a figyelem középpontjába került.
Phil Schiller, az Apple marketing-alelnöke bemutatta az Infinity Blade III iOS szerepjáték demóját, hogy demonstrálja az új operációs rendszer képességeit. Az iOS 7 2013. szeptember 18-i megjelenését szintén ezen a rendezvényen jelentették be.
2013. szeptember 20-án az iPhone 5S elérhető lett az Egyesült Államokban, az Egyesült Királyságban, Kanadában, Kínában, Franciaországban, Németországban, Ausztráliában, Japánban, Hongkongban és Szingapúrban. További 25 országban - köztük Magyarországon - október 25-én, majd újabb 12 országban november 1-jén volt kapható. Indonézia volt az utolsó, ahol elérhetővé vált 2014. január 26-án.

## Fogadtatás

### Felhasználói, kritikusi vélemények
Az iPhone 5S jellemezően pozitív fogadtatásra talált. Walt Mossberg az All Thing Digital oldalán kedvezően nyilatkozott a készülékről. Véleménye szerint a Touch ID funkció bár csak trükknek tűnik, tényleg hasznos, és az eddigi legnagyobb előrelépés a biometrikus azonosításban a mindennapi eszközök terén. Mossberg szerint a készülék a legjobb okostelefon a piacon. David Pogue a The New York Times oldalán szintén dicsérte a Touch ID-t, de azt állította, hogy az okostelefon piac tele van újításokkal és talán a korszak jelentősebb technikai ugrásainak már vége. Kritikájában leginkább az iOS 7-re fókuszált, amely szerint a legnagyobb változást hozta a korábbi generációkhoz képest a Siri, az irányító központ és az AirDrop funkciókkal. Myriam Joire az Engadget oldalán azt írta, hogy az iPhone 5S jelentősen tudja hasznosítani az iOS 7 előnyeit, ha a fejlesztők alkotnak a 64 bites operációs rendszerre optimizált alkalmazásokat, és ő is úgy vélte, hogy az iOS 7 az eddigi legjelentősebb verziófejlesztés.
Darrell Etherington a TechCrunch weboldalán szintén úgy vélte, hogy az iPhone 5S a legjobb elérhető okostelefon. Szerinte bár a készülék látszólag nem sokban különbözik az iPhone 5-től, de a belső részekben drámai változást hoztak az okostelefon felhasználók számára. Emellett vitatta, hogy a 64 bites A7 processzort nem tudják majd teljesen kihasználni, amíg a fejlesztők nem alkotnak alkalmazásokat ennek támogatására. Scott Stein a CNET-től azt mondta, bár az iPhone 5S nem a várt fejlesztésű, de az eddigi leggyorsabb és legfejlettebb Apple okostelefon, azonban kritizálta a külső dizájn változatlanságát az elődhöz képest. Az AnanadTech pozitívan nyilatkozott az A7-es processzorról, mondván, hogy igazán hatásos, és szerinte a legjövőállóbb bármely eddigi iPhone-típus között.
Scott Lowe (IGN) dicsérte a készülék külsejét, mint az egyik legszebb, legjobban felépített telefont a piacon, valamint a 64 bites processzort. Negatív véleményt az ujjlenyomat-olvasóról és az akkumulátor teljesítményéről alkotott, és a szoftver hibáiról, amit azonban könnyen javíthatónak vélt a későbbi frissítések segítségével.
Az Apple részvenyei 5,4%-ot estek a készülék bevezetése után a NASDAQ-nál. Bár a visszajelzések dicsérték az új telefon a kamera, a 64 bites A7 processzor, az M7 motion-chip és az ujjlenyomat-olvasó miatt, mégis sokan vélték úgy, hogy bár vannak jelentős fejlesztések, mégsem különbözik igazán elődjétől és aggasztónak vélték emiatt, hogy az iPhone széria esetleg stagnáló, unalmas termékké válhat.

### Kereskedelmi fogadtatás
Az iPhone 5S és 5C készülékekből több mint 9 millió darabot adtak el az első három napon, amely új rekord volt az okostelefonok első hétvégi eladásában, miközben háromszor annyit adtak el az 5S-ből, mint az 5C-ből. Megjelenése után az Egyesült Államokban használt iPhone készülékek 1%-a volt iPhone 5S, 0,3%-a iPhone 5C. A hírek szerint a Fifth Avenue-i Apple üzletben 1417 ember állt sorban a megjelenés napján, míg 2010-ben az iPhone 4 megjelenésekor 1300-an, 2008-ban az iPhone 3G megjelenésekor 549-en. Ez volt az első olyan alkalom, amikor az Apple egyszerre két modellel jelent meg a piacon. Az első napi eladási adatok Kínában is rekordot döntöttek.
Az iPhone 5S 2013 szeptemberében a legkeresettebb készülék volt az ATT, a Sprint, a Verzion és a T-Mobile szolgáltatóknál az Egyesült Államokban, lekörözve az 5C-t és a Samsung Galaxy S4-et. A bevezetés napján a legtöbb üzletben készlethiány lett minden olyan országban, ahol az iPhone 5S értékesítésre került. Számtalan sorbanálló távozott csalódottan, amikor minden 5S modell elfogyott, főként az arany színű, amelyből korlátozott példányszám készült. A helyzet a következő napokban enyhült az Egyesült Államokban, de a többi országban kevesebb elérhető készülék volt. Egyesek megkérdőjelezték, hogy az Apple megfelelően kezelte-e a kezdeti bevezetést, például hogy az 5S készüléket nem lehetett online előrendelni, ami miatt rengetegen álltak sorba fölöslegesen és távoztak üres kézzel. Az Egyesült Államokban az Apple olyan online rendszert tett lehetővé, ahol a vevők figyelemmel kísérhették, mikor válnak elérhetővé a telefonok a helyi Apple üzletekben és személyes átvételre meg is rendelhették. Hat hónappal a bevezetés után, 2014. március 25-én az Apple közölte, hogy az iPhone márka eladási adatai elérték az 500 millió darabot.

## Fordítás
Ez a szócikk részben vagy egészben  az   iPhone 5S című angol Wikipédia-szócikk ezen változatának fordításán alapul.  Az eredeti cikk szerkesztőit annak laptörténete sorolja fel. Ez a jelzés csupán a megfogalmazás eredetét és a szerzői jogokat jelzi, nem szolgál a cikkben szereplő információk forrásmegjelöléseként.